# Kívánságszolgálat Dr. Klement Zoltánnal
A Kívánságszolgálat Dr. Klement Zoltánnal a Heti TV kívánságműsora Klement Zoltánnal.

## Története
A Duna Televízió egykori emblematikus műsora, a Kívánságkosár, 2015. december 31-én megszűnt. Az akkori állandó műsorvezetők, Morvai Noémi, Asbóth József és Klement Zoltán más-más csatornán folytatták pályafutásukat, de valamennyien maradtak a Közmédiánál. 2020. március elejétől Kívánságszolgálat Dr. Klement Zoltánnal címmel látható a digitális földfelszíni sugárzásban országosan is elérhető Heti TV (amely főként politikai, vallási és ismeretterjesztő műsorokat gyárt és sugároz) műsorán a régi-új kívánságműsor.

## Vételi lehetőségek
- MindigTV – digitális földfelszíni sugárzás, Mindig TV Prémium Alapcsomag
- Telekom – műholdas sugárzás, Sat TV Szuper Családi HD csomag (Amos 3 műhold; 11389 H; DVB-S2/8PSK; MPEG-4; 30000; 3/4)
- Mindig TV GO – online (ingyenes)
- Telekom – kábeltévé, IPTV Szuper Családi HD csomag, IPTV Szuper Családi Mozi csomag
- Flip – kábeltévé, Alapcsomag
- Vodafone (volt UPC) – kábeltévé, TV Premium csomag, 556-os programhely, (2020.09.01-től országosan)
- Digi – kábeltévé, Budapest valamennyi kerületében és a környező településeken, 161-es programhely
- Itt/Ott TV – online (előfizetéses)

## Stúdió
A műsor a Heti TV stúdiójában, épített díszletben készül. A műsorvezető fehér íves pult mögött ül, mögötte 3 led tv található, a szürkés-kékes díszleten.

## Zeneszámok
A műsorban jelentős szerepet játszanak azok a zeneszámok, amelyet a nézők küldhetnek szeretteiknek, családtagjaiknak. A dalkérésre és üzenetküldésre jelenleg a műsor hivatalos Facebook oldalán keresztül van lehetőség.

## A műsor felépítése
A műsoridő 30 perc. Minden hétfőn, szerdán és pénteken, 14:15 órai kezdettel látható új adás. A hét három műsora, vasárnap 13:15 órai kezdettel, egymás után, reklám és egyéb megszakítás nélkül ismétlésre kerül. A már lement adásokat a műsor hivatalos YouTube csatornáján is vissza lehet nézni. Adásról-adásra, egy vagy több vendég érkezik a stúdióba, vagy telefonon keresztül, vagy videóhívással kapcsolódik be.

## Üzenetek
A műsorban az üzenetek kapják a főszerepet. Születésnap, névnap, házassági évforduló, vagy akár érettségi találkozó is okot adhat egy-egy üzenet elhangzására, de nem ritka, hogy a nézők különösebb alkalom nélkül, a saját kedvükre kérnek egy-egy felvételt.

## Műsorvezető
Klement Zoltán civil foglalkozása szerint jogász, ezért is került a műsor címében a neve elé a Dr. titulus.

## Adások, vendégek
| Adás száma   | Dátum        | Nap        | Vendég | Titulus | Megjegyzés                                                                                      |
| ------------ | ------------ | ---------- | --- | --- | ----------------------------------------------------------------------------------------------- |
| 1. adás      | 2020.03.02.  | hétfő      | Szenes Andrea | a Magyar Televízió egykori alelnöke | Stúdióvendég                                                                                    |
| 2. adás      | 2020.03.04.  | szerda     | Asbóth József | a Duna Televízió egykori műsorvezetője | Stúdióvendég                                                                                    |
| 3. adás      | 2020.03.06.  | péntek     | Jakatics Dóra | a Székely Magyarnóta Bál egyik szervezője | Stúdióvendég                                                                                    |
| 4. adás      | 2020.03.09.  | hétfő      | Gyurkovics Zsuzsa | Jásza Mari-díjas színművésznő | Telefoninterjú; 91. születésnapján köszöntötték                                                 |
| 5. adás      | 2020.03.11.  | szerda     | Smidéliusz Éva | nóta- és dalénekes, patikus | Stúdióvendég                                                                                    |
| 6. adás      | 2020.03.13.  | péntek     | Pere János | Magyar Köztársasági Ezüst Érdemkereszttel és Életműdíjjal kitüntetett dalénekes-előadóművész | Stúdióvendég                                                                                    |
| 7. adás      | 2020.03.16.  | hétfő      | Gulyás Dénes | Kossuth- és Liszt Ferenc-díjas operaénekes, érdemes- és kiváló művész, a Pécsi Nemzeti Színház zeneigazgatója | Telefoninterjú                                                                                  |
| 8. adás      | 2020.03.18., | szerda     | Nyári Aliz | énekes | Telefoninterjú                                                                                  |
| 9. adás      | 2020.03.20.  | péntek     | Patocska Olivér | énekes (ByTheWay, OliverFromEarth) | Telefoninterjú                                                                                  |
| 10. adás     | 2020.03.23.  | hétfő      | Frankó Tünde | Liszt Ferenc-díjas operaénekes, érdemes művész | Stúdióvendég                                                                                    |
| 11. adás     | 2020.03.25.  | szerda     | Kocsis Tibor | énekes, a 2011-es X-Faktor győztese | Stúdióvendég                                                                                    |
| 12. adás     | 2020.03.27.  | péntek     | Balázs Pali Farkas József                                                                                             | Fonogram díjas és Zámbó Jimmy-díjas énekes a Hálózat a Kultúráért és Művészetért Egyesület elnöke | Telefoninterjú Telefoninterjú                                                                   |
| 13. adás     | 2020.03.30.  | hétfő      | Poór Péter | Magyar Köztársasági Arany Érdemkereszttel és Máté Péter-díjjal kitüntetett énekes | Telefoninterjú                                                                                  |
| 14. adás     | 2020.04.01.  | szerda     | Dr. Fehér Eszter | nótaénekes, orvos, a daloló háziorvos | Stúdióvendég                                                                                    |
| 15. adás     | 2020.04.03.  | péntek     | Nyári Károly | Lyra-díjas zongorista, énekes, dalszerző és előadóművész | Telefoninterjú                                                                                  |
| 16. adás     | 2020.04.06.  | hétfő      | Radics Sándor | Európai Unió Nagydíjas mestercimbalmos | Telefoninterjú                                                                                  |
| 17. adás     | 2020.04.08.  | szerda     | Vásáry André | Magyarország egyetlen férfi szoprán énekese, többszörös arany- és platinalemez birtokosa | Stúdióvendég                                                                                    |
| 18. adás     | 2020.04.10.  | péntek     | Farkas Zsolt | nótaénekes | Telefoninterjú; születésnapján köszöntötték                                                     |
| 19. adás     | 2020.04.13.  | hétfő      | Bradányi Iván Berentei Péter                                                                                          | többszörös EMeRTon-díjas dalszövegíró, műfordító, író táncdalénekes, előadóművész | Telefoninterjú; 90. születésnapján köszöntötték Telefoninterjú; 59. születésnapján köszöntötték |
| 20. adás     | 2020.04.15.  | szerda     | Jenei Gábor | énekes-színész, a Madách Színház művésze | Stúdióvendég                                                                                    |
| 21. adás     | 2020.04.17.  | péntek     | Nagy Anikó Pere János                                                                                                 | az Ungvári Filharmónia énekese Magyar Köztársasági Ezüst Érdemkereszttel és Életműdíjjal kitüntetett dalénekes-előadóművész                                                                                                   | Telefoninterjú Telefoninterjú; 80. születésnapján köszöntötték                                  |
| 22. adás     | 2020.04.20.  | hétfő      | Niczky Géza | költő, dalszövegíró, Artisjus-díj 2020, zenei és irodalmi díjak – Az év magyarnóta-szerzője | Telefoninterjú                                                                                  |
| 23. adás     | 2020.04.22.  | szerda     | Zalatnay Sarolta Lukács Anita                                                                                         | a Táncdalfesztiválok ikonikus énekese operett énekes, a Budapesti Operettszínház művésze | Telefoninterjú Telefoninterjú                                                                   |
| 24. adás     | 2020.04.24.  | péntek     | Gáspár Anni Szenes Andrea                                                                                             | nótaénekes a Magyar Televízió egykori alelnöke | Telefoninterjú Videóhívás, Szenes Iván 96. születésnapja alkalmából                             |
| 25. adás     | 2020.04.27.  | hétfő      | Nyári Edit Toki Balogh Ernő                                                                                           | énekes prímás, zeneszerző | Telefoninterjú Telefoninterjú                                                                   |
| 26. adás     | 2020.04.29.  | szerda     | Paor Lilla | előadóművész, műsorvezető | Stúdióvendég                                                                                    |
| 27. adás     | 2020.05.01.  | péntek     | Pecek Lakatos László                                                                                                  | dobos, aki az 1977-es Ki Mit Tud?-on a Kisrákfogó Együttes tagjaként vett részt | Stúdióvendég                                                                                    |
| 28. adás     | 2020.05.04.  | hétfő      | Balázs Anikó | aranykoszorús nótaénekes | Videóhívás                                                                                      |
| 29. adás     | 2020.05.06.  | szerda     | Tóth Kamilla | zongoraművész, a Cziffra György Zongoraverseny különdíjasa | Stúdióvendég                                                                                    |
| 30. adás     | 2020.05.08.  | péntek     | Szeredy Krisztina | énekművész, szoprán operaénekes | Videóhívás                                                                                      |
| 31. adás     | 2020.05.11.  | hétfő      | Petrik Balázs | énekes, humorista, aki részt vett az 1996-os Ki Mit Tud?-on is | Videóhívás                                                                                      |
| 32. adás     | 2020.05.13.  | szerda     | Sipos Dávid Günther Fűzy Gábor                                                                                        | a Petőfi Rádió egykori műsorvezetője bárzongorista, "a zene közkatonája" | Stúdióvendég Videóhívás                                                                         |
| 33. adás     | 2020.05.15.  | péntek     | Pitti Katalin Farkas József                                                                                           | Liszt Ferenc-díjas szoprán operaénekes, érdemes művész hegedűművész | Telefoninterjú Stúdióvendég                                                                     |
| 34. adás     | 2020.05.18.  | hétfő      | Komáromi Pisti | énekes, dalszerző | Videóhívás                                                                                      |
| 35. adás     | 2020.05.20.  | szerda     | Berentei Péter | táncdalénekes, az 1983-as Ki Mit Tud? közönségdíjasa | Stúdióvendég                                                                                    |
| 36. adás     | 2020.05.22.  | péntek     | B. Tóth Magda | nóta-, opera- és operett énekes | Telefoninterjú                                                                                  |
| 37. adás     | 2020.05.25.  | hétfő      | Nyíri Szabó Sándor | nótaénekes | Telefoninterjú                                                                                  |
| 38. adás     | 2020.05.27.  | szerda     | Krisz Rudolf | énekes | Stúdióvendég                                                                                    |
| 39. adás     | 2020.05.29.  | péntek     | Gájer Bálint | énekes, vagy ahogyan sokan a The Voice című műsorból ismerik: „a swing hercege” | Stúdióvendég                                                                                    |
| 40. adás     | 2020.06.01.  | hétfő      | Éliás Tibor | tenor operaénekes, előadóművész, kiadóalapító, a Magyarnóta Szerzők és Énekesek Országos Egyesületének elnöke | Stúdióvendég                                                                                    |
| 41. adás     | 2020.06.03.  | szerda     | ifj. Berki Béla Fényes György                                                                                         | prímás, zenekarával a Duna Televízió, Jó ebédhez szól a nóta című műsorának állandó résztvevője Magyar Arany Érdemkereszttel kitüntetett nótaénekes és nótaszerző                                                             | Stúdióvendég Telefoninterjú                                                                     |
| 42. adás     | 2020.06.05.  | péntek     | Kisnémedi Varga Pál                                                                                                   | nóta- és operetténekes | Telefoninterjú                                                                                  |
| 43. adás     | 2020.06.08.  | hétfő      | Gellért Andor Tamás                                                                                                   | közgazdász, publicista, „gasztronauta kalandor” | Stúdióvendég                                                                                    |
| 44. adás     | 2020.06.10.  | szerda     | Mészáros Tamás | énekes, színész | Stúdióvendég                                                                                    |
| 45. adás     | 2020.06.12.  | péntek     | Ifj. Nyári Károly Horváth Gyöngyi                                                                                     | zongoraművész sanzonénekes, a "magyar Edith Piaf", az X-Faktorban is részt vett | Telefoninterjú Telefoninterjú                                                                   |
| 46. adás     | 2020.06.15.  | hétfő      | Gayer Ferenc | jazz zenész, a Budapest Ragtime Band vezetője, a Heti TV munkatársa, a Máté Péter-díj kitüntetettje | Stúdióvendég                                                                                    |
| 47. adás     | 2020.06.17.  | szerda     | Szávolovics Gabriella                                                                                                 | nótaénekes | Stúdióvendég                                                                                    |
| 48. adás     | 2020.06.19.  | péntek     | Radics Márk | énekes, újságíró, a Bakelit Fesztivál készítője a Zenebutik tv-csatornán | Stúdióvendég                                                                                    |
| 49. adás     | 2020.06.22.  | hétfő      | Volosinovszki György                                                                                                  | énekes, színész, a Jóban Rosszban és a Barátok közt egykori szereplője | Stúdióvendég                                                                                    |
| 50. adás     | 2020.06.24.  | szerda     | Breuer Péter | a Heti TV tulajdonosa és hírigazgatója | Stúdióvendég                                                                                    |
| 51. adás     | 2020.06.26.  | péntek     | Ötvös Csilla Smidéliusz Éva                                                                                           | operaénekes, a Magyar Köztársasági Érdemrend lovagkeresztje díj kitüntetettje nótaénekes | Telefoninterjú Telefoninterjú                                                                   |
| 52. adás     | 2020.06.29.  | hétfő      | Berkes János | operaénekes, Érdemes művész, Örökös tag a Halhatatlanok Társulatában, A Magyar Állami Operaház Örökös tagja, Szentes díszpolgára                                                                                              | Stúdióvendég                                                                                    |
| 53. adás     | 2020.07.01.  | szerda     | Járóka Mária | Id. Járóka Sándor, prímás lánya, és Ifj. Járóka Sándor, prímás testvére, Buffó Rigó Sándor, prímás özvegye | Stúdióvendég                                                                                    |
| 54. adás     | 2020.07.03.  | péntek     | Turai Kiss Mária | nótaénekes | Stúdióvendég                                                                                    |
| 55. adás     | 2020.07.06.  | hétfő      | Berecz János Chee | énekes | Stúdióvendég                                                                                    |
| 56. adás     | 2020.07.08.  | szerda     | Benedekffy Katalin | operaénekes, színművész | Stúdióvendég                                                                                    |
| 57. adás     | 2020.07.10.  | péntek     | Babácsi Benjámin | balettművész | Stúdióvendég                                                                                    |
| 58. adás     | 2020.07.13.  | hétfő      | Magyar Rózsa | énekes | Stúdióvendég                                                                                    |
| 59. adás     | 2020.07.15.  | szerda     | Grijnovitz Anikó | énekes | Stúdióvendég                                                                                    |
| 60. adás     | 2020.07.17.  | péntek     | Vastag Csaba | Fonogram-díjas énekes, az X-Faktor első évadának győztese | Stúdióvendég                                                                                    |
| 61. adás     | 2020.07.20.  | hétfő      | Oszkó-Jakab Natália                                                                                                   | a Művészetek Völgye fesztiváligazgatója | Stúdióvendég                                                                                    |
| 62. adás     | 2020.07.22.  | szerda     | Vincze Tünde | légtornász, a Magyar Légtornász Egyesület alapító elnöke | Stúdióvendég                                                                                    |
| 63. adás     | 2020.07.24.  | péntek     | Wolskyné Farkas Mónika                                                                                                | pedagógus, énekes-előadóművész, a Hálózat a Kultúráért, Művészetért Egyesület alelnöke | Stúdióvendég                                                                                    |
| 64. adás     | 2020.07.27.  | hétfő      | Farkas József | zenész, a Hálózat a Kultúráért, Művészetért Egyesület elnöke | Stúdióvendég                                                                                    |
| 65. adás     | 2020.07.29.  | szerda     | Turcsányi Tibor | énekes, dalszövegíró, több alkalommal is szerepet kapott az Éjjel-nappal Budapest című sorozatban | Stúdióvendég                                                                                    |
| 66. adás     | 2020.07.31.  | péntek     | Nyári Aliz | énekes, dalszövegíró, zeneszerző | Stúdióvendég                                                                                    |
| 67. adás     | 2020.08.03.  | hétfő      | Patai Anna | énekes, színész, a 2010-es Megasztár résztvevője | Stúdióvendég                                                                                    |
| 68. adás     | 2020.08.05.  | szerda     | Barna Beatrix | újságíró, Mellétey Magda költő, író, meseíró és dalköltő lánya | Stúdióvendég, In memoriam Mellétey Magda                                                        |
| 69. adás     | 2020.08.07.  | péntek     | Oszkó-Jakab Natália                                                                                                   | a Kerekdomb Fesztivál fesztiváligazgatója | Stúdióvendég                                                                                    |
| 70. adás     | 2020.08.10.  | hétfő      | Bokor János | nótaénekes, a Magyar Köztársaság Arany Érdemkereszttel kitüntetett művésze | Stúdióvendég                                                                                    |
| 71. adás     | 2020.08.12.  | szerda     | Gregor Judit | a Garten kortárs művészeti bázis kommunikációs munkatársa | Stúdióvendég                                                                                    |
| 72. adás     | 2020.08.14.  | péntek     | Balázs Anikó | kétszeres Aranykoszorús nótaénekes | Stúdióvendég                                                                                    |
| 73. adás     | 2020.08.17.  | hétfő      | Pohly Boglárka | operett énekes | Stúdióvendég                                                                                    |
| 74. adás     | 2020.08.19.  | szerda     | Radics Sándor | Európai Unió nagydíjas mestercimbalmos, a Magyar Köztársasági Érdemrend Ezüst Keresztje elismerés kitüntetettje, Guinness rekorder                                                                                            | Telefoninterjú                                                                                  |
| 75. adás     | 2020.08.21.  | péntek     | Fekete Zoltán | nótaénekes, a Békés megyei Okány község egykori polgármestere | Stúdióvendég                                                                                    |
| 76. adás     | 2020.08.24.  | hétfő      | Horváth László | műsorvezető, humorista | Stúdióvendég                                                                                    |
| 77. adás     | 2020.08.26.  | szerda     | Toki Balogh Ernő | prímás, zeneszerző | Stúdióvendég                                                                                    |
| 78. adás     | 2020.08.28.  | péntek     | Nyári László | prímás, a Rajkó Talentum Zeneiskola hegedűtanára | Stúdióvendég                                                                                    |
| 79. adás     | 2020.08.31.  | hétfő      | Szóka Júlia | operett primadonna, énekművész, zenetanár, Érd Városáért Kitüntetés birtokosa | Stúdióvendég                                                                                    |
| 80. adás     | 2020.09.02.  | szerda     | Tamon Erika | előadóművész, tanító | Stúdióvendég                                                                                    |
| 81. adás     | 2020.09.04.  | péntek     | Kollár Péter Erik | a Monarchia Operett szólistája | Stúdióvendég                                                                                    |
| 82. adás     | 2020.09.07.  | hétfő      | Turcsányi Tibor | énekes | Stúdióvendég                                                                                    |
| 83. adás     | 2020.09.09.  | szerda     | S. Nagy Zsuzsi | énekes, Pere János tanítványa | Stúdióvendég                                                                                    |
| 84. adás     | 2020.09.11.  | péntek     | Lukács Tímea Szávolovics Gabriella                                                                                    | nóta- és népdal énekes nótaénekes | Telefoninterjú Telefoninterjú                                                                   |
| 85. adás     | 2020.09.14.  | hétfő      | Csuka Mónika | Máté Péter-díjas énekes, zeneszerző | Telefoninterjú                                                                                  |
| 86. adás     | 2020.09.16.  | szerda     | Smidéliusz Éva | Aranykoszorús nóta- és dalénekes, patikus | Stúdióvendég                                                                                    |
| 87. adás     | 2020.09.18.  | péntek     | Kovács János | Aranykoszorús nótaénekes, a Kecskeméti Nótások Baráti Köre Egyesület elnöke | Telefoninterjú                                                                                  |
| 88. adás     | 2020.09.21.  | hétfő      | Nyíri Szabó Sándor | Dankó Pista Életmű-díjas nótaénekes, az Aranyhang Dalárda vezetője | Telefoninterjú                                                                                  |
| 89. adás     | 2020.09.23.  | szerda     | Szlezák Erika | Aranykoszorús nótaénekes | Telefoninterjú                                                                                  |
| 90. adás     | 2020.09.25.  | péntek     | Kátai Zsuzsa | nóta- és operett énekes | Telefoninterjú                                                                                  |
| 91. adás     | 2020.09.28.  | hétfő      | Turai Kiss Mária | nótaénekes | Stúdióvendég                                                                                    |
| 92. adás     | 2020.09.30.  | szerda     | Csongrádi Kata | színésznő, énekesnő, író, színpadi szerző | Stúdióvendég                                                                                    |
| 93. adás     | 2020.10.02.  | péntek     | Mészáros Tamás | énekes, színész | Telefoninterjú                                                                                  |
| 94. adás     | 2020.10.05.  | hétfő      | Hlavátsch László | Aranykoszorús nóta- és dalénekes | Stúdióvendég                                                                                    |
| 95. adás     | 2020.10.07.  | szerda     | Fogarasi Kati | énekes, Csuka Mónika tanítványa | Telefoninterjú                                                                                  |
| 96. adás     | 2020.10.09.  | péntek     | Szávolovics Gabriella                                                                                                 | bordáma, Gróf Vécsey Károly Borlovagrend | Telefoninterjú                                                                                  |
| 97. adás     | 2020.10.12.  | hétfő      | Bodrogi Zsuzsa | énekes | Stúdióvendég                                                                                    |
| 98. adás     | 2020.10.14.  | szerda     | Dóka Zsuzsa | nóta- és operett énekes, állatorvos | Telefoninterjú                                                                                  |
| 99. adás     | 2020.10.16.  | péntek     | Grijnovitz Anikó | énekes | Telefoninterjú                                                                                  |
| 100. adás    | 2020.10.19.  | hétfő      | Breuer Péter | a Heti TV tulajdonosa és hírigazgatója | Stúdióvendég                                                                                    |
| 101. adás    | 2020.10.21.  | szerda     | László Attila | nemzetközi táncpedagógus, többszörös nemzetközi és magyar bajnok, a Magyar Táncművészeti Egyetem Életmű Elismerés birtokosa                                                                                                   | Telefoninterjú                                                                                  |
| 102. adás    | 2020.10.23.  | péntek     | Zsuzsa Mihály | énekes, költő | Telefoninterjú                                                                                  |
| 103. adás    | 2020.10.26.  | hétfő      | Berentei Péter | táncdalénekes, előadóművész | Videóhívás                                                                                      |
| 104. adás    | 2020.10.28.  | szerda     | Nyári Edit | énekes | Telefoninterjú                                                                                  |
| 105. adás    | 2020.10.30.  | péntek     | Rák Kati | színművész, egykori modell | Stúdióvendég                                                                                    |
| 106. adás    | 2020.10.02.  | hétfő      | Domahidy László | operaénekes | Stúdióvendég                                                                                    |
| 107. adás    | 2020.11.04.  | szerda     | Radics Márk | énekes | Telefoninterjú                                                                                  |
| 108. adás    | 2020.11.06.  | péntek     | Nyári Aliz | énekes, a Kornay Mariann Művészeti Díj birtokosa | Stúdióvendég                                                                                    |
| 109. adás    | 2020.11.09.  | hétfő      | Szenes Andrea | a Magyar Televízió egykori alelnöke | Telefoninterjú                                                                                  |
| 110. adás    | 2020.11.11.  | szerda     | Peller Károly | színművész, operetténekes | Stúdióvendég                                                                                    |
| 111. adás    | 2020.11.13.  | péntek     | Lukács Tímea | énekes | Telefoninterjú                                                                                  |
| 112. adás    | 2020.11.16.  | hétfő      | Földvári Sándor | énekes | Telefoninterjú                                                                                  |
| 113. adás    | 2020.11.18.  | szerda     | Szeredy Krisztina | énekművész, szoprán operaénekes, az Ex Libris Díj kitüntetettje | Telefoninterjú                                                                                  |
| 114. adás    | 2020.11.20.  | péntek     | Napsugár Anna | jeltáncművész | Stúdióvendég                                                                                    |
| 115. adás    | 2020.11.23.  | hétfő      | Szirmai Móni | énekes | Telefoninterjú                                                                                  |
| 116. adás    | 2020.11.25.  | szerda     | Horváth Elemér Emi | hegedűművész | Stúdióvendég                                                                                    |
| 117. adás    | 2020.11.27.  | péntek     | Mészáros Tamás | énekes | Telefoninterjú                                                                                  |
| 118. adás    | 2020.11.30.  | hétfő      | Radics Sándor | Európai Unió nagydíjas mestercimbalmos, a Magyar Köztársasági Érdemrend Ezüst Keresztje elismerés kitüntetettje, Guinness rekorder                                                                                            | Telefoninterjú                                                                                  |
| 119. adás    | 2020.12.02.  | szerda     | Balázs Anikó | Aranykoszorús nótaénekes | Telefoninterjú                                                                                  |
| 120. adás    | 2020.12.04.  | péntek     | Farkas József | a Hálózat a Kultúráért, Művészetért Egyesület elnöke, zenész, a Dankó Pista Életműdíj birtokosa | Telefoninterjú                                                                                  |
| 121. adás    | 2020.12.07.  | hétfő      | Magyar Rózsa | énekes | Telefoninterjú                                                                                  |
| 122. adás    | 2020.12.09.  | szerda     | Farkas Zsolt | Aranycinege-díjas, Aranykoszorús nótaénekes | Stúdióvendég                                                                                    |
| 123. adás    | 2020.12.11.  | péntek     | Turai Kiss Mária | nóta- és dalénekes, a dunakeszi nótás csapat vezetője | Telefoninterjú                                                                                  |
| 124. adás    | 2020.12.14.  | hétfő      | Turcsányi Tibi | énekes | Stúdióvendég                                                                                    |
| 125. adás    | 2020.12.16.  | szerda     | Nyári László | hegedűművész, hegedűtanár, a Dankó Pista Életmű-díj birtokosa | Stúdióvendég                                                                                    |
| 126. adás    | 2020.12.18.  | péntek     | Éliás Tibor | a Magyarnóta Szerzők és Énekesek Országos Szövetségének elnöke | Stúdióvendég                                                                                    |
| 127. adás    | 2020.12.21.  | hétfő      | Jakatics Dóra | a Székely Magyarnóta Bál társszervezője | Stúdióvendég                                                                                    |
| 128. adás    | 2020.12.23.  | szerda     | Szávolovics Gabriella                                                                                                 | nótaénekes, bordáma | Stúdióvendég                                                                                    |
| 129. adás    | 2020.12.25.  | péntek     | Szitár Éva | festőművész, az Aranyecset Díj birtokosa | Telefoninterjú                                                                                  |
| 130. adás    | 2020.12.28.  | hétfő      | Nánássy Lajos | nótaénekes | Stúdióvendég                                                                                    |
| 131. adás    | 2020.12.30.  | szerda     | Bokor János | nótaénekes, a Magyar Köztársaság Arany Érdemkereszttel kitüntetett művésze | Telefoninterjú                                                                                  |
| 132. adás    | 2020.12.31.  | csütörtök  | Breuer Péter, Gayer Ferenc, Smidéliusz Éva, Dr. Fehér Eszter, Kocsis Tibor, Berentei Péter, Pere János, B. Tóth Magda | | Szilveszteri adás, 2020. december 31-én, 21:50-től éjfélig                                      |
| 133. adás    | 2021.01.01.  | péntek     | Kátai Zsuzsa | nóta- és operetténekes | Telefoninterjú                                                                                  |
| 134. adás    | 2021.01.04.  | hétfő      | Lukács Tímea | énekes | Stúdióvendég                                                                                    |
| 135. adás    | 2021.01.06.  | szerda     | Kisnémedi Varga Pál                                                                                                   | nóta- és operetténekes | Telefoninterjú                                                                                  |
| 136. adás    | 2021.01.08.  | péntek     | Bokor Marianna | énekes | Stúdióvendég                                                                                    |
| 137. adás    | 2021.01.11.  | hétfő      | Proksa Zoltán | előadóművész | Stúdióvendég                                                                                    |
| 138. adás    | 2021.01.13.  | szerda     | Fényes György | Magyar Arany Érdemkereszttel kitüntetett nótaénekes és nótaszerző | Telefoninterjú                                                                                  |
| 139. adás    | 2021.01.15.  | péntek     | Balázs Anikó | Aranykoszorús nótaénekes | Telefoninterjú                                                                                  |
| 140. adás    | 2021.01.18.  | hétfő      | Farkas József | a HAKME elnöke | Stúdióvendég                                                                                    |
| 141. adás    | 2021.01.20.  | szerda     | Földvári Sándor | énekes | Stúdióvendég                                                                                    |
| 142. adás    | 2021.01.22.  | péntek     | Zsuzsa Mihály | énekes, költő, színész | Telefoninterjú, A Magyar Kultúra Napja                                                          |
| 143. adás    | 2021.01.25.  | hétfő      | Csizmadia Valéria | nótaénekes | Stúdióvendég                                                                                    |
| 144. adás    | 2021.01.27.  | szerda     | Farkas József | hegedűművész, zenetanár, a HAKME titkára | Stúdióvendég                                                                                    |
| 145. adás    | 2021.01.29.  | péntek     | Komáromi Pisti | mérés-automatizálási mérnök, nyugalmazott rendőr dandártábornok, a hadtudományok egyetemi doktora, dalszerző és A-kategóriás előadóművész                                                                                     | Stúdióvendég                                                                                    |
| 146. adás    | 2021.02.01.  | hétfő      | Fűzy Gábor | énekes, bárzongorista, "a zene közkatonánja" | Stúdióvendég                                                                                    |
| 147. adás    | 2021.02.03.  | szerda     | Nagy Anikó | az Ungvári Filharmónia énekese | Telefoninterjú                                                                                  |
| 148. adás    | 2021.02.05.  | péntek     | Kapi Gábor | nótaénekes, "nótáskapitány" | Stúdióvendég                                                                                    |
| 149. adás    | 2021.02.08.  | hétfő      | Majsai Gábor | énekes | Stúdióvendég                                                                                    |
| 150. adás    | 2021.02.10.  | szerda     | Breuer Péter Radics Sándor                                                                                            | a Heti TV hírigazgatója és tulajdonosa, a Raoul Wallenberg díj egyik 2021-es kitüntetettje Európai Unió nagydíjas mestercimbalmos, a Magyar Köztársasági Érdemrend Ezüst Keresztje elismerés kitüntetettje, Guinness rekorder | Stúdióvendég Telefoninterjú                                                                     |
| 151. adás    | 2021.02.12.  | péntek     | Farkas Izsák | hegedűművész | Stúdióvendég                                                                                    |
| 152. adás    | 2021.02.15.  | hétfő      | Volosinovszki György vitéz Vásárhelyi-Prodán Miklón                                                                   | színész-énekes nóta- és dalénekes | Videóhívás Telefoninterjú                                                                       |
| 153. adás    | 2021.02.17.  | szerda     | Boros Öcsi | énekes | Videóhívás                                                                                      |
| 154. adás    | 2021.02.19.  | péntek     | Nyári Edit Jánoki Márió                                                                                               | énekes látássérült énekes, zeneszerző, szövegíró | Telefoninterjú Telefoninterjú                                                                   |
| 155. adás    | 2021.02.22.  | hétfő      | Ötvös Csilla | a Magyar Köztársasági Érdemrend Lovagkeresztjével kitüntetett operaénekes | Videóhívás                                                                                      |
| 156. adás    | 2021.02.24.  | szerda     | Buváry Lívia | színésznő, énekművész | Videóhívás                                                                                      |
| 157. adás    | 2021.02.26.  | péntek     | Farkas Mónika | pedagógus, énekes, a HAKME alelnöke | Stúdióvendég                                                                                    |
| 158. adás    | 2021.03.01.  | hétfő      | Szabó Ágnes | színházi rendező, az egykori Kívánságkosár főszerkesztője | Stúdióvendég                                                                                    |
| 159. adás    | 2021.03.03.  | szerda     | Nyári Károly | Príma Díjas jazz zongorista, énekes, zeneszerző | Telefoninterjú                                                                                  |
| 160. adás    | 2021.03.05.  | péntek     | Horváth Gabriella | nóta- és dalénekes | Stúdióvendég                                                                                    |
| 161. adás    | 2021.03.08.  | hétfő      | Kossuth Gergő | bel canto énekművész, előadóművész | Stúdióvendég                                                                                    |
| 162. adás    | 2021.03.10.  | szerda     | Radics Márk | énekes, BKŁT | Telefoninterjú                                                                                  |
| 163. adás    | 2021.03.12.  | péntek     | László Attila | énekes, a Csillag születik harmadik szériájának győztese | Videóhívás                                                                                      |
| 164. adás    | 2021.03.15.  | hétfő      | Zsuzsa Mihály | színész, énekes, előadóművész | Videóhívás                                                                                      |
| 165. adás    | 2021.03.17.  | szerda     | Berecz János Chee | énekes, BKŁT | Telefoninterjú                                                                                  |
| 166. adás    | 2021.03.19.  | péntek     | Kátai Zsuzsa | nóta- és operett énekes | Stúdióvendég                                                                                    |
| 167. adás    | 2021.03.22.  | hétfő      | Magyar Rózsa | énekes | Telefoninterjú                                                                                  |
| 168. adás    | 2021.03.24.  | szerda     | Horváth Gyöngyi | sanzonénekes, "a magyar Edith Piaf" | Telefoninterjú                                                                                  |
| 169. adás    | 2021.03.26.  | péntek     | In memoriam Földvári Sándor                                                                                           | "az éneklő kárpitos" | Részlet a 2021.01.20-i adásból                                                                  |
| 170. adás    | 2021.03.29.  | hétfő      | Turai Kiss Mária | nótaénekes | Telefoninterjú                                                                                  |
| 171. adás    | 2021.03.31.  | szerda     | Oláh Kati | énekes | Telefoninterjú                                                                                  |
| 172. adás    | 2021.04.02.  | péntek     | Oszkó-Jakab Natália                                                                                                   | fesztiváligazgató, Művészetek Völgye | Stúdióvendég                                                                                    |
| 173. adás    | 2021.04.05.  | hétfő      | Pék László | nótaénekes | Telefoninterjú                                                                                  |
| 174. adás    | 2021.04.07.  | szerda     | Kiss Attila Andor | énekes | Stúdióvendég                                                                                    |
| 175. adás    | 2021.04.09.  | péntek     | Grijnovitz Anikó | énekes | Videóhívás                                                                                      |
| 176. adás    | 2021.04.12.  | hétfő      | Mujahid Zoltán | énekes, jazz előadóművész, a Megasztár első szériájának döntőse | Stúdióvendég                                                                                    |
| 177. adás    | 2021.04.14.  | szerda     | Kisnémedi Varga Pál                                                                                                   | nóta- és operetténekes | Telefoninterjú                                                                                  |
| 178. adás    | 2021.04.16.  | péntek     | Smidéliusz Éva | Aranykoszorús nótaénekes | Stúdióvendég                                                                                    |
| 179. adás    | 2021.04.19.  | hétfő      | Kocsis Tibor | énekes, a 2011-es X-Faktor győztese | Stúdióvendég                                                                                    |
| 180. adás    | 2021.04.21.  | szerda     | Kocsis Dénes | színész, énekes, az Operettszínház művésze, a Barátok közt című sorozat szereplője | Videóhívás                                                                                      |
| 181. adás    | 2021.04.23.  | péntek     | Proksa Zoltán, Módis Dóra                                                                                             | énekes, énekes | Stúdióvendég                                                                                    |
| 182. adás    | 2021.04.26.  | hétfő      | Komáromi Pisti | mérés-automatizálási mérnök, nyugalmazott rendőr dandártábornok, a hadtudományok egyetemi doktora, dalszerző és A-kategóriás előadóművész                                                                                     | Videóhívás                                                                                      |
| 183. adás    | 2021.04.28.  | szerda     | Radics Sándor | Európai Unió nagydíjas mestercimbalmos, a Magyar Köztársasági Érdemrend Ezüst Keresztje elismerés kitüntetettje, Guinness rekorder                                                                                            | Telefoninterjú                                                                                  |
| 184. adás    | 2021.04.30.  | péntek     | Éliás Tibor | a Magyarnóta Szerzők és Énekesek Országos Szövetségének elnöke | Stúdióvendég                                                                                    |
| 185. adás    | 2021.05.03.  | hétfő      | B. Tóth Magda | nótaénekes, a Magyar Köztársaság Ezüst Érdemkereszt kitüntetettje, Életműdíj birtokosa, Jákó Vera-díj elismerésben részesült, a Dankó Pista-életműdíj kitüntetettje                                                           | Telefoninterjú                                                                                  |
| 186. adás    | 2021.05.05.  | szerda     | Szenes Andrea | a Magyar Televízió egykori alelnöke | Videóhívás                                                                                      |
| 187. adás    | 2021.05.07.  | péntek     | Frankó Tünde | Liszt Ferenc-díjas operaénekes, érdemes művész | Stúdióvendég (2020.03.23.)                                                                      |
| ismétlő adás | 2021.05.10.  | hétfő      | Horváth Elemér Emi | hegedűművész | Stúdióvendég (2020.11.25.)                                                                      |
| ismétlő adás | 2021.05.12.  | szerda     | Patai Anna | énekes, színész, a 2010-es Megasztár résztvevője | Stúdióvendég (2020.08.03.)                                                                      |
| ismétlő adás | 2021.05.14.  | péntek     | Peller Károly | színművész, operetténekes | Stúdióvendég (2020.11.11.)                                                                      |
| ismétlő adás | 2021.05.17.  | hétfő      | Pere János | Magyar Köztársasági Ezüst Érdemkereszttel és Életműdíjjal kitüntetett dalénekes-előadóművész | Stúdióvendég (2020.03.13.)                                                                      |
| ismétlő adás | 2021.05.19.  | szerda     | Tamon Erika | előadóművész, tanító | Stúdióvendég (2020.09.02.)                                                                      |
| ismétlő adás | 2021.05.21.  | péntek     | Csongrádi Kata | színésznő, énekesnő, író, színpadi szerző | Stúdióvendég (2020.09.30.)                                                                      |
| ismétlő adás | 2021.05.24.  | hétfő      | Berkes János | operaénekes, érdemes művész | Stúdióvendég (2020.06.29.)                                                                      |
| ismétlő adás | 2021.05.26.  | szerda     | Járóka Mária | Járóka Mária, Id. Járóka Sándor, prímás lánya és Ifj. Járóka Sándor, prímás testvére | Stúdióvendég (2020.07.01.)                                                                      |
| ismétlő adás | 2021.05.28.  | péntek     | Bokor János | nótaénekes, a Magyar Köztársaság Arany Érdemkereszttel kitüntetett művésze | Stúdióvendég (2020.08.17.)                                                                      |
| ismétlő adás | 2021.05.31.  | hétfő      | Szóka Júlia | operett primadonna, énekművész, zenetanár, Érd Városáért Kitüntetés birtokosa | Stúdióvendég (2020.08.31.)                                                                      |
| ismétlő adás | 2021.06.02.  | szerda     | Pohly Boglárka | operett énekes | Stúdióvendég (2020.08.10.)                                                                      |
| 188. adás    | 2021.06.04.  | péntek     | Tóth Kamilla | zongoraművész | Stúdióvendég (2020.05.06.)                                                                      |
| ismétlő adás | 2021.06.07.  | hétfő      | Vincze Tünde | légrornász, a Magyar Légtornász Szövetség elnöke | Stúdióvendég (2020.07.22.)                                                                      |
| ismétlő adás | 2021.06.09   | szerda     | Barna Beatrix | In memoriam Mellétey Magda | Stúdióvendég (2020.08.05.)                                                                      |
| 189. adás    | 2021.06.11.  | szerda     | Vastag Csaba | Fonogram díjas énekes, az első magyarországi X-Faktor győztese | Stúdióvendég (2020.07.17.)                                                                      |
| ismétlő adás | 2021.06.14.  | hétfő      | Babácsi Benjámin | Havas Ferenc emlékdíjas balettművész | Stúdióvendég (2020.07.10.)                                                                      |
| ismétlő adás | 2021.06.16.  | Patai Anna | szerda | énekes, színész, a 2010-es Megasztár résztvevője | Stúdióvendég (2020.08.03.)                                                                      |
| 190. adás    | 2021.06.18.  | péntek     | Domahidy László | operaénekes | Stúdióvendég (2020.07.18.)                                                                      |
| ismétlő adás | 2021.06.21.  | hétfő      | Nyári László | prímás, a Rajkó Talentum Zeneiskola hegedűtanára | Stúdióvendég (2020.08.28.)                                                                      |
| ismétlő adás | 2021.06.23.  | szerda     | Rák Kati | színművész, egykori modell | Stúdióvendég (2020.10.30.)                                                                      |
| ismétlő adás | 2021.06.25.  | péntek     | Napsugár Anna | jeltáncművész | Stúdióvendég (2020.11.20.)                                                                      |
| ismétlő adás | 2021.06.28   | hétfő      | Farkas Mónika | pedagógus, énekes-előadóművész, a Hálózat a Kultúráért, Művészetért Egyesület alelnöke | Stúdióvendég (2020.07.24.)                                                                      |
| ismétlő adás | 2021.06.30.  | szerda     | Berecz János Chee | énekes | Stúdióvendég (2020.07.06.)                                                                      |
| ismétlő adás | 2021.07.02.  | péntek     | Gájer Bálint | énekes, vagy ahogyan sokan a The Voice című műsorból ismerik: „a swing hercege” | Stúdióvendég (2020.05.29.)                                                                      |
| ismétlő adás | 2021.07.05.  | hétfő      | Nyári Aliz | énekes | Stúdióvendég (2020.11.06.)                                                                      |
| ismétlő adás | 2021.07.07.  | szerda     | Grijnovitz Anikó | énekes | Stúdióvendég (2020.07.15.)                                                                      |
| 191. adás    | 2021.07.09.  | péntek     | Éliás Tibor | elnök, Magyarnóta Szerzők és Énekesek Országos Egyesülete | Stúdióvendég                                                                                    |
| 192. adás    | 2021.07.12.  | hétfő      | Oszkó-Jakab Natália                                                                                                   | fesztiváligazgató, Művészetek Völgye | Stúdióvendég                                                                                    |
| 193. adás    | 2021.07.14.  | szerda     | Majsai Gábor | jazzénekes | Stúdióvendég (2021.02.08.)                                                                      |
| 194. adás    | 2021.07.16.  | péntek     | Kiss Gusztáv | énekes | Stúdióvendég                                                                                    |
| 195. adás    | 2021.07.19.  | hétfő      | Gyuris Rita | énekes | Stúdióvendég                                                                                    |
| 196. adás    | 2021.07.21.  | szerda     | Kapi Gábor | nótáskapitány | Stúdióvendég (2021.02.05.)                                                                      |
| 197. adás    | 2021.07.23.  | péntek     | Farkas Mária | a HAKME alelnöke | Stúdióvendég                                                                                    |
| 198. adás    | 2021.07.26.  | hétfő      | Bokor Marianna | énekes | Stúdióvendég (2021.01.08.)                                                                      |
| 199. adás    | 2021.07.28.  | szerda     | Faller István producer                                                                                                | producer, a verpeléti Bor és Nóta Ünnepe főszervezője | Telefoninterjú                                                                                  |
| 200. adás    | 2021.07.30.  | péntek     | Szabó Ágnes | az egykori Kívánságkosár főszerkesztője | Stúdióvendég (2021.03.01.)                                                                      |